# Borstel-Hohenraden
Pour les articles homonymes, voir Borstel.
Borstel-Hohenraden est une commune allemande du Schleswig-Holstein, située dans l'arrondissement de Pinneberg (Kreis Pinneberg), à quatre kilomètres au nord de la ville de Pinneberg. Borstel-Hohenraden est l'une des cinq communes de l'Amt Pinnau dont le siège est à Rellingen.